# Akinobu Osako
Akinobu Osako (jap. 大迫明伸 Ōsako Akinobu; ur. 27 listopada 1960) – japoński judoka. Brązowy medalista olimpijski z Seulu.
Zawody w 1988 były jego jedynymi igrzyskami olimpijskimi. Zajął trzecie miejsce w wadze do 86 kilogramów. Dwukrotnie był mistrzem kraju seniorów.